# Тарусский уезд

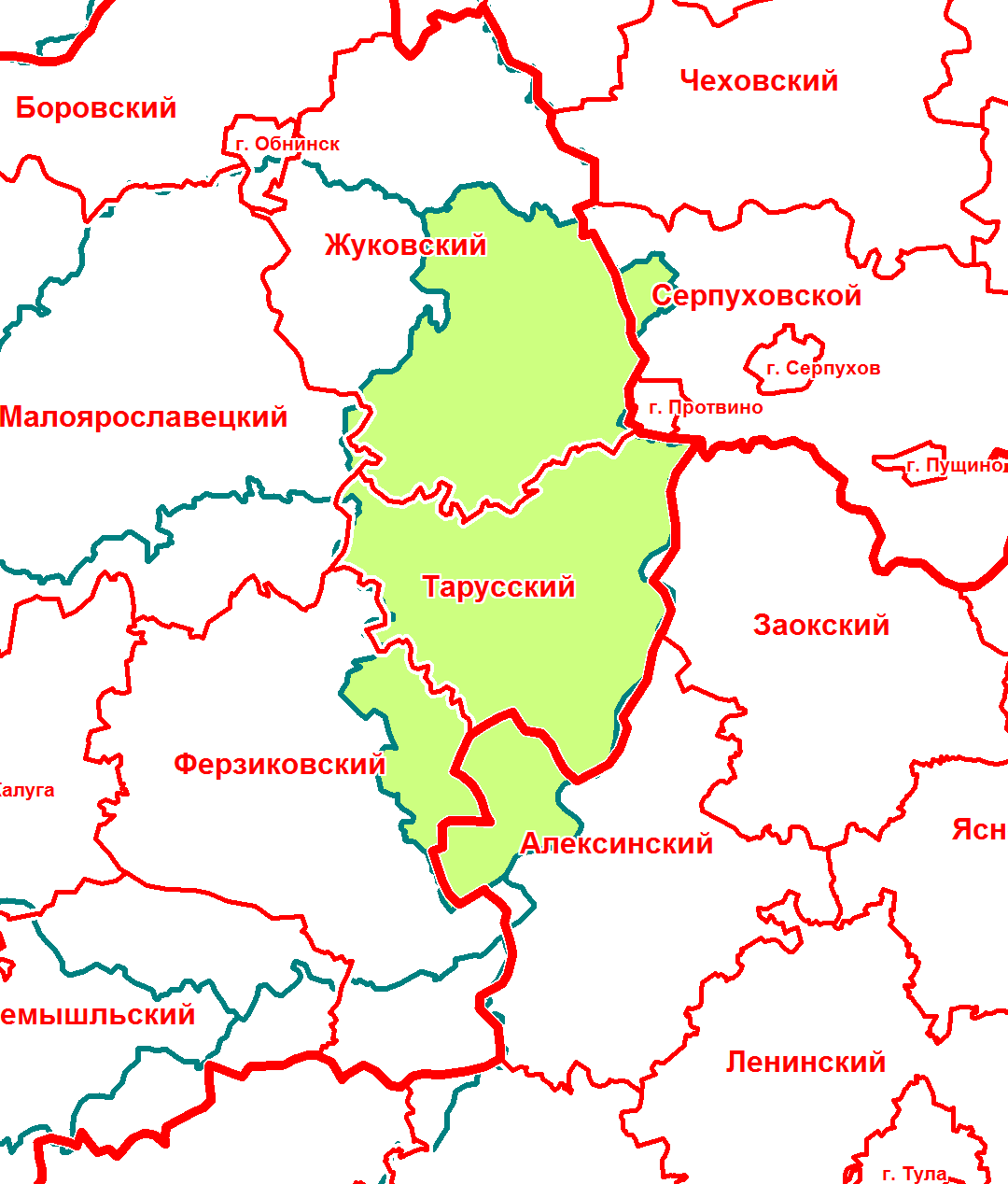
Тарусский уезд в современной сетке районов

Тару́сский уе́зд — административно-территориальная единица в составе Московской и Калужской губерний, существовавшая в 1727—1927 годах. Уездный город — Таруса.

## География
Уезд располагался на востоке Калужской губернии, граничил с Московской и Тульской губерниями. Площадь уезда составляла в 1897 году 1 438,8 верст² (1 638 км²), в 1926 году — 1 541 км².

## История
Тарусский уезд известен с допетровских времён. В 1708 году уезд был упразднён, а город Таруса отнесён к Московской губернии. В 1719 году при разделении губерний на провинции отнесён к Московской провинции. В 1727 году уезд был восстановлен в составе Московской провинции Московской губернии.
В 1776 году уезд отнесён к Калужскому наместничеству, которое в 1796 году преобразовано в Калужскую губернию.
В 1927 году Тарусский уезд был упразднён, его территория вошла в состав Калужского уезда.

## Известные уроженцы
Епископ Феофилакт (Губин) — епископ Кавказский, почитается как святой.

## Промышленность и торговля
В начале XVIII века было основано самое крупное промышленное предприятие уезда — Мышегский чугунолитейный завод княгини Е. Г. Бибаросовой. В 1886 году он известен как Мышегский горно-механический завод Кольчугина. А в самом конце XIX века завод объединился еще с одним чугунолитейным предприятием, находившимся в том же селении. В результате было образовано Акционерное общество Тульских доменных печей. В 1908 году завод прекратил работу из-за финансового кризиса у владельцев. Однако в 10-х годах производство продолжилось и даже значительно выросло.
В 1786 году самая крупная крупчатая мельница построена при селе Юрятино Исканской волости. Известно, что она просуществовала до 1910 года. Среди владельцев значатся купчиха Костякова (1860 год), тарусские купцы второй гильдии братья Бобровы (с 1887 года), которые модернизировали мельницу. Мука продавалась в Москву, Серпухов и Московскую губернию. Бобровым принадлежал также оптовый склад муки в Юрятине. В 1910 году мельница уже не работала. Всего на территории уезда в начале XIX века 14 водяных мельниц. К 1871 году в уезде уже была 51 мельница: 29 водяных, 18 ветровых и 4 паровых
В 1840 году была образована Грибовская бумаготкацкая фабрика А. Е. Панова.
В 1852 году заработал первый кирпичный завод в уезде (владелец — купец В. В. Наткин). К 1872 году в уезде насчитывалось 4 кирпичных завода. а в 1894 году их было уже 13.
В 1864 году московский купец С. Ф. Неокладный организовал химический завод в сельце Пустоши Федянинской волости. Завод производил материалы для красок: белил, лазури, сахара Сатурна.
В 1870 году уже работала полушерстяная фабрика в селе Никоново. С 1882 года ею владеет тарусский купец Василий Яковлевич Алимов. На фабрике были установлены 120 станков и «машина», которая приводилась в движение двумя лошадьми.
В 1872 году в деревне Черкасово заработала шляпная фабрика, принадлежавшая купцу В. А. Шатурину. На фабрике трудились 50 рабочих. Продукция отправлялась в Москву и Тулу.
В 1878 году тарусский купец П. А. Аникьев построил на Оке лесопильный завод. Работали на нем исключительно жители Тарусы. Вскоре рядом были сооружены еще 3 лесопилки, одна из которых принадлежала тарусскому купцу В. М. Смолину. Остальными владели подданный Ее Величества Джордж (Дмитрий) Ингам и фирма «Хрущев и Солодов».

## Административное деление
В 1890 году в состав уезда входило 12 волостей
| № п/п | Волость       | Волостное правление | Число селений | Население |
| ----- | ------------- | ------------------- | ------------- | --------- |
| 1     | Асоинская     | с. Вознесенское     | 26            | 3846      |
| 2     | Богимовская   | с. Богимово         | 33            | 4980      |
| 3     | Бортниковская | д. Бортники         | 36            | 5154      |
| 4     | Буриновская   | с. Тростье          | 11            | 2421      |
| 5     | Белянинская   | с. Беляницы         | 28            | 5724      |
| 6     | Высокиничская | с. Высокиничи       | 25            | 6573      |
| 7     | Заворская     | с. Заворово         | 31            | 5050      |
| 8     | Исканская     | с. Исканское        | 21            | 4416      |
| 9     | Кареевская    | с. Кареево          | 34            | 4788      |
| 10    | Сашкинская    | с. Сашкино          | 23            | 5063      |
| 11    | Солопенская   | д. Обухова          | 34            | 6503      |
| 12    | Троицкая      | с. Троицкое         | 27            | 6326      |

В 1913 году в уезде было также 12 волостей.
В 1926 году волостей стало 4:
- Богимовичская,
- Высокиничская,
- Тарусская,
- Ямская.

## Население
По данным переписи 1897 года в уезде проживало 58 149 человек. В том числе русские — 99,8 %. В уездном городе Тарусе проживало 1989 человек.
По итогам всесоюзной переписи населения 1926 года население уезда составило 55 936 человек, из них городское (город Таруса) — 1943 человека.
| Год  | Численность | Численность |
| ---- | ----------- | ----------- |
| 1845 | 59 489      | [ 6 ]       |
| 1851 | 55 126      | [ 7 ]       |
| 1857 | 54 661      | [ 8 ]       |
| 1859 | 53 763      | [ 9 ]       |
| 1870 | 61 995      | [ 10 ]      |
| 1881 | 64 219      | [ 11 ]      |
| 1897 | 58 149      |             |
| 1912 | 67 440      | [ 12 ]      |
| 1913 | 68 275      | [ 13 ]      |
| 1915 | 69 633      | [ 14 ]      |
| 1916 | 75 008      | [ 15 ]      |
| 1920 | 59 923      | [ 16 ]      |
| 1926 | 55 936      |             |